# كاتدرائية القديس بطرس (الرباط)

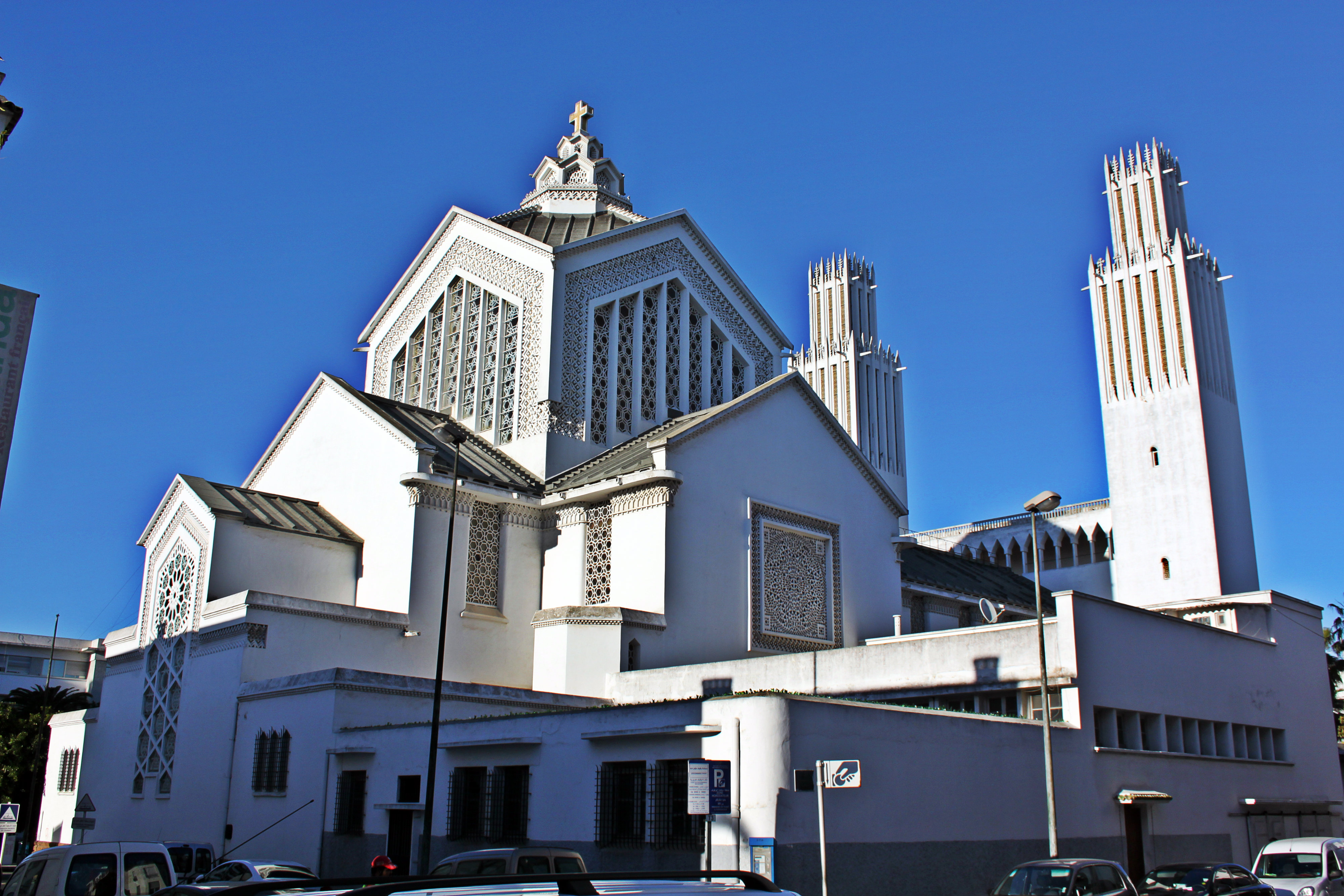
كاتدرائية القديس بطرس في مدينة الرباط.

كاتدرائية القديس بطرس (بالفرنسيَّة: Cathédrale Saint-Pierre de Rabat) هي كاتدرائيَّة رومانية كاثوليكية تقع في ساحة الجولان في مدينة الرباط. ترتبط الكاتدرائية مع التقاليد المعمارية آرت ديكو، وتُعد الكاتدرائية مقر رئيس أساقفة الأبرشية الرومانية الكاثوليكية في الرباط.
بدأ بناء الكاتدرائية في عام 1919، وترأس العمل على مشروع الكاتدرائية المهندس جولس لافورجي. ترأس حفل الافتتاح هوبير ليوطي في عام 1921، وتم إضافة برجي الكاتدرائية المرتفعة على أفق الرباط في عام 1930. تُعتبر الكاتدرائية حاليًا مقر للمجتمع المسيحي الرئيسي في مدينة الرباط وتقام فيها القداديس المسيحية الدينية بشكل يومي.

## صور

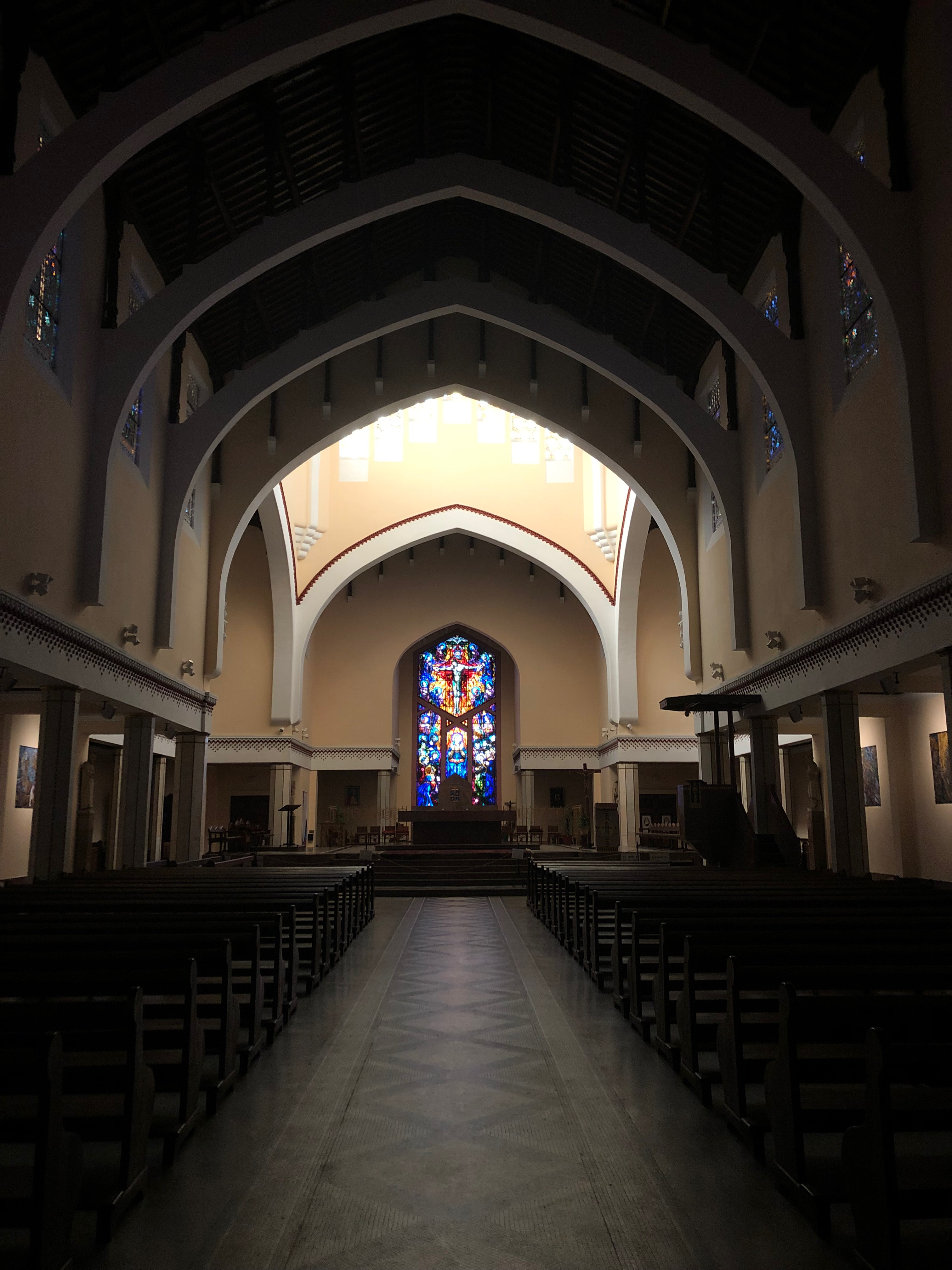
داخلية الكنيسة
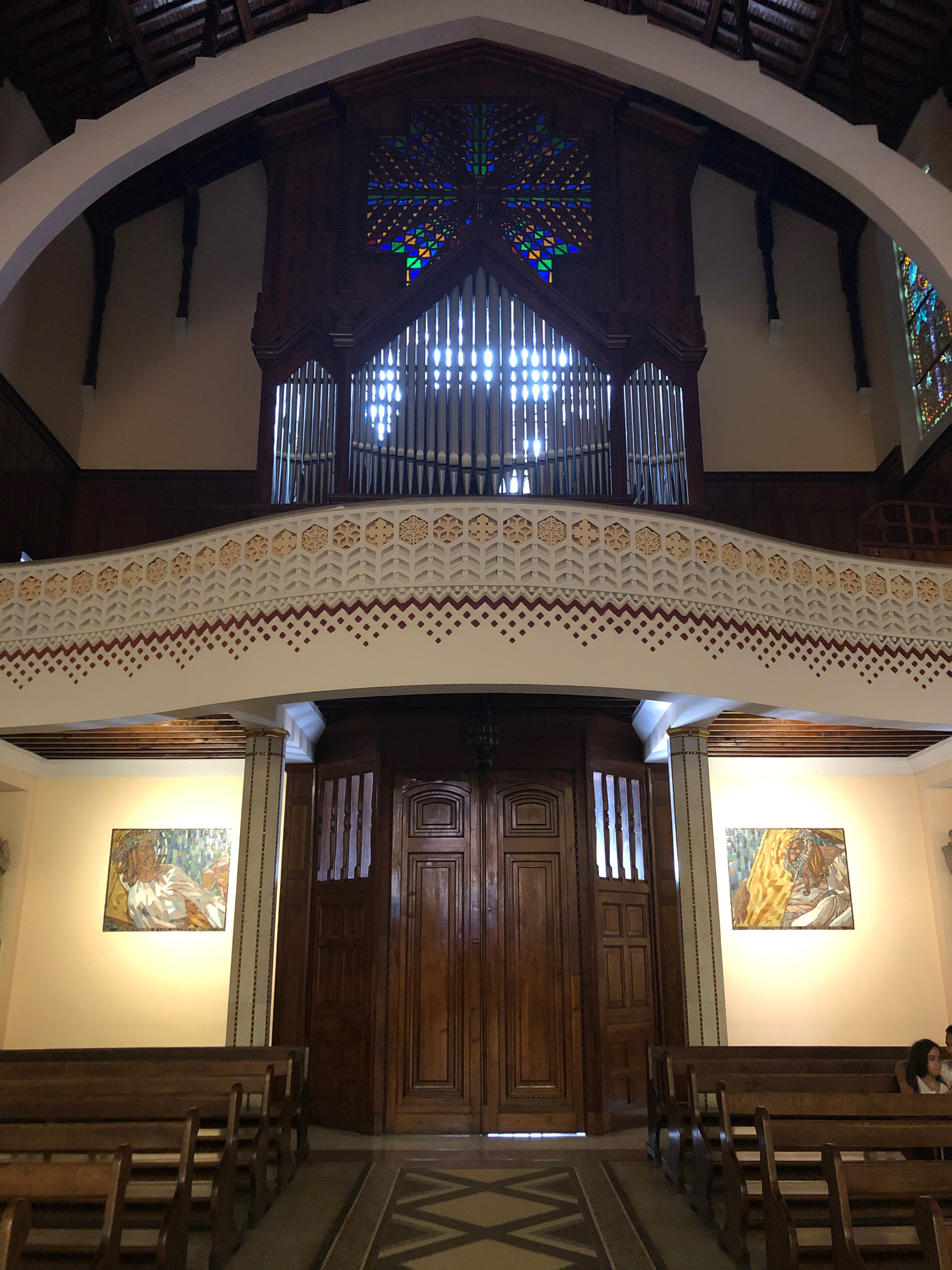
شرفة الجوقة
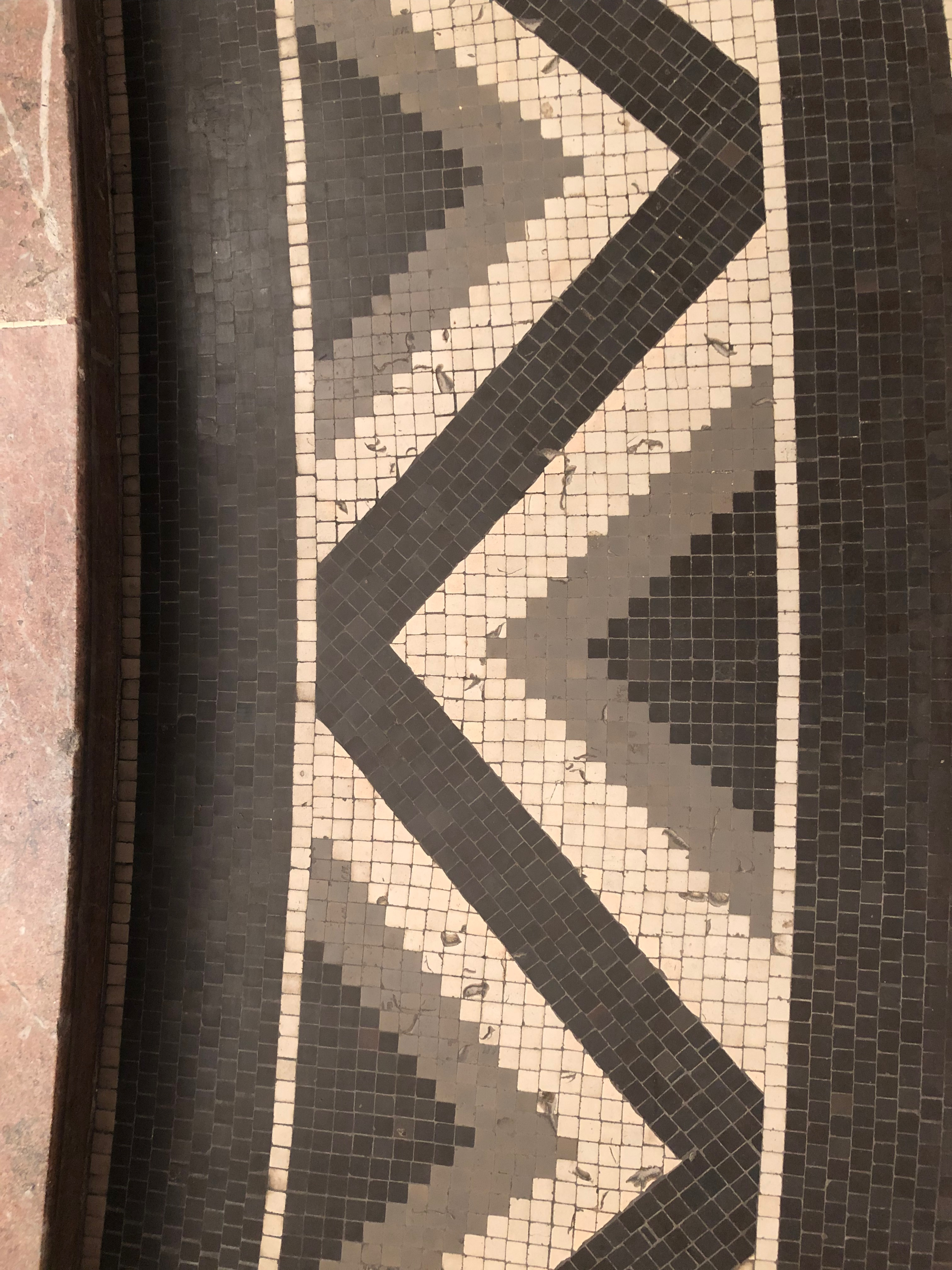
نظرة مقربة للأرضية المزلجة بأسلوب الفن الزخرفي
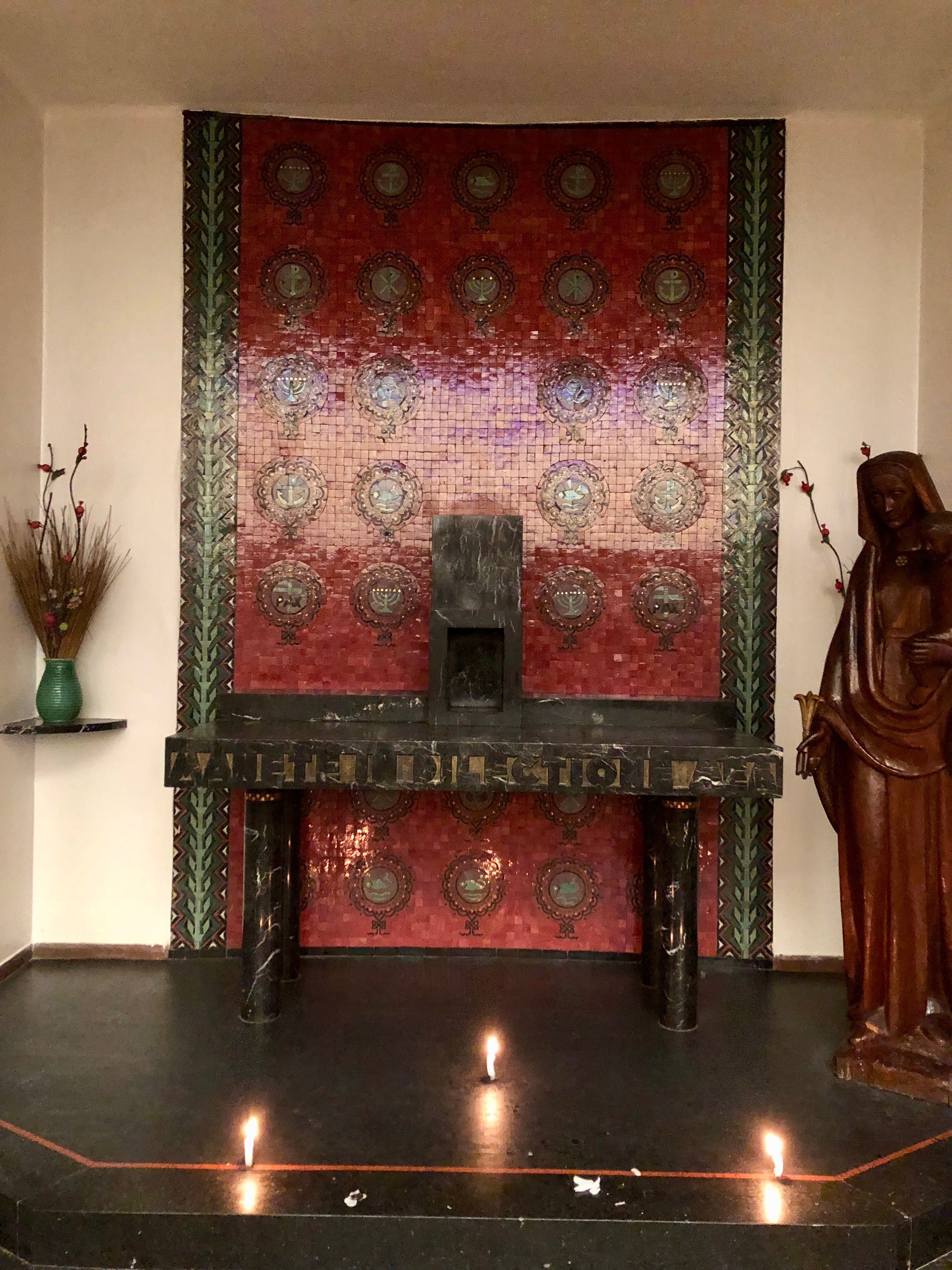
زاوية لتناول القربان المقدس
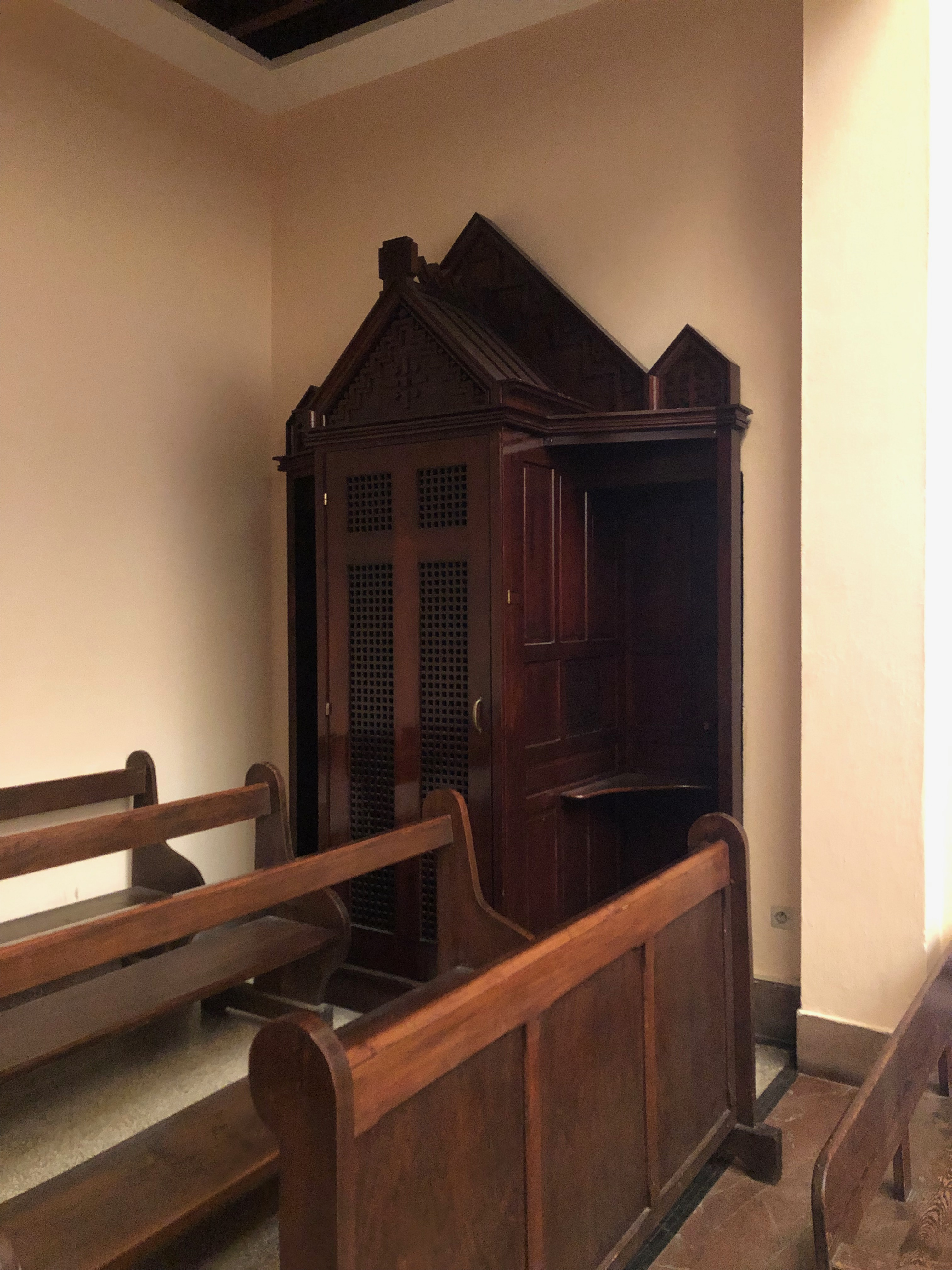
سقيفة لسر التوبة
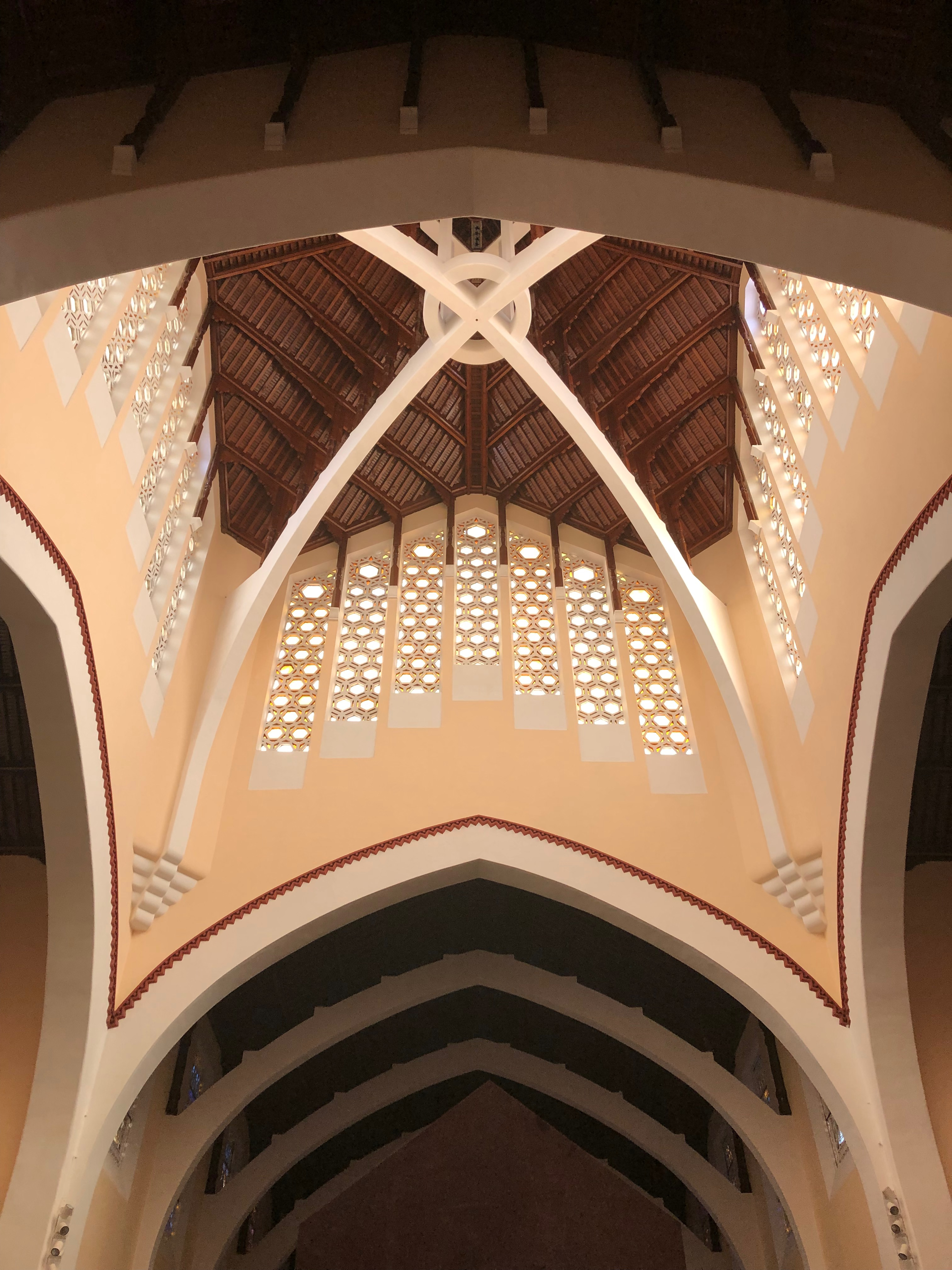
سقف الكنيسة من الداخل
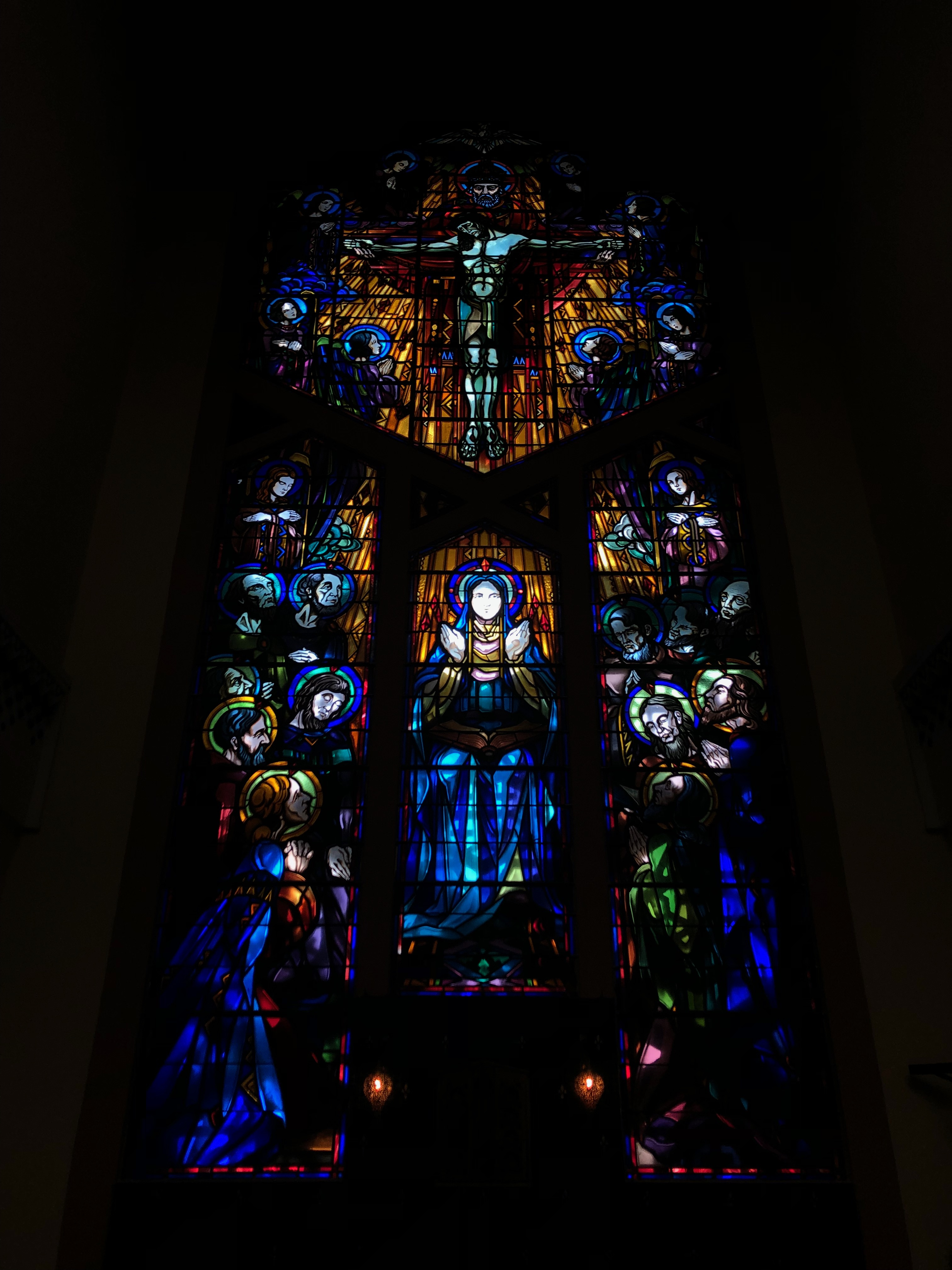
زجاج معشق
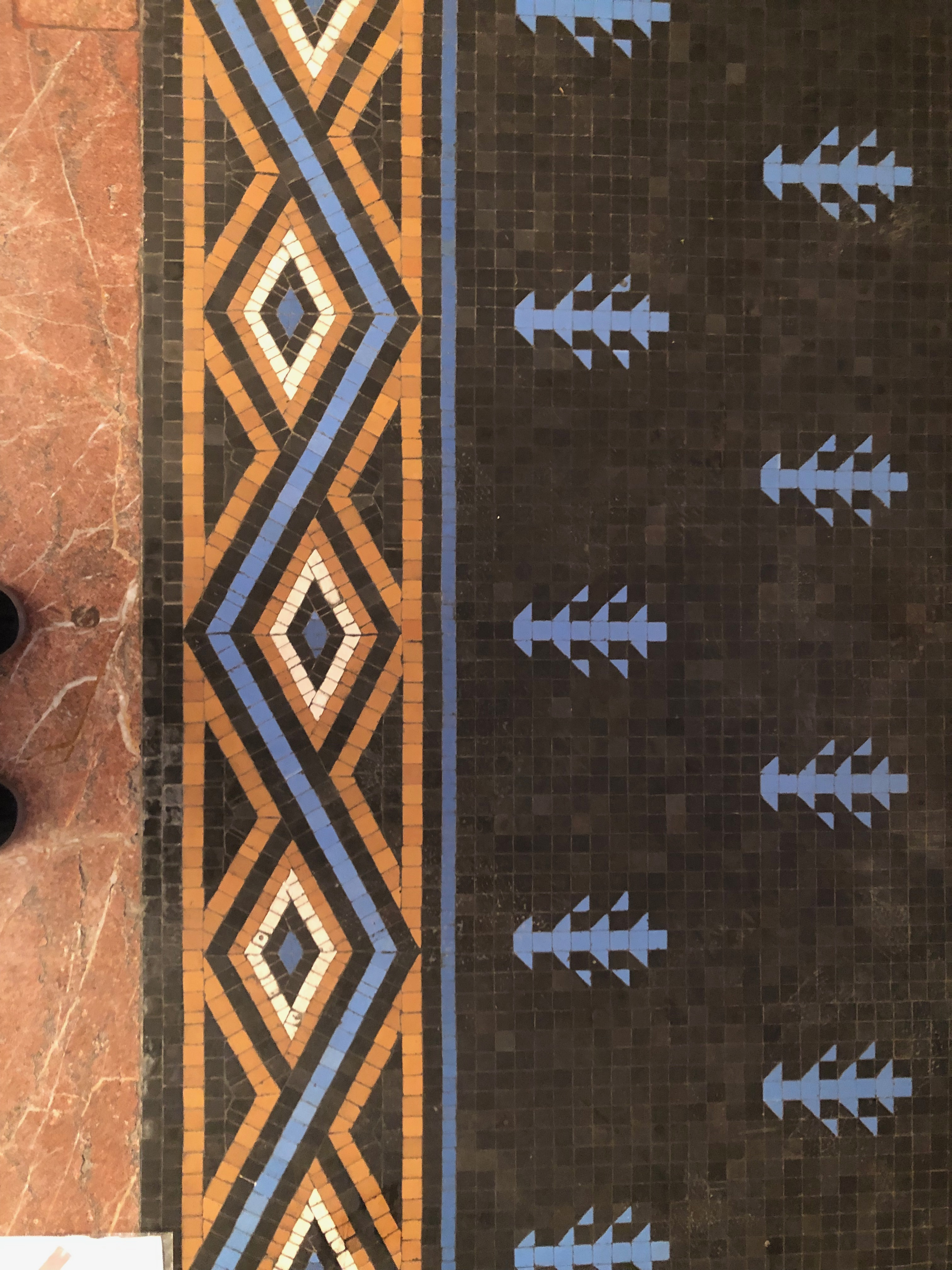
أرضية الكنيسة
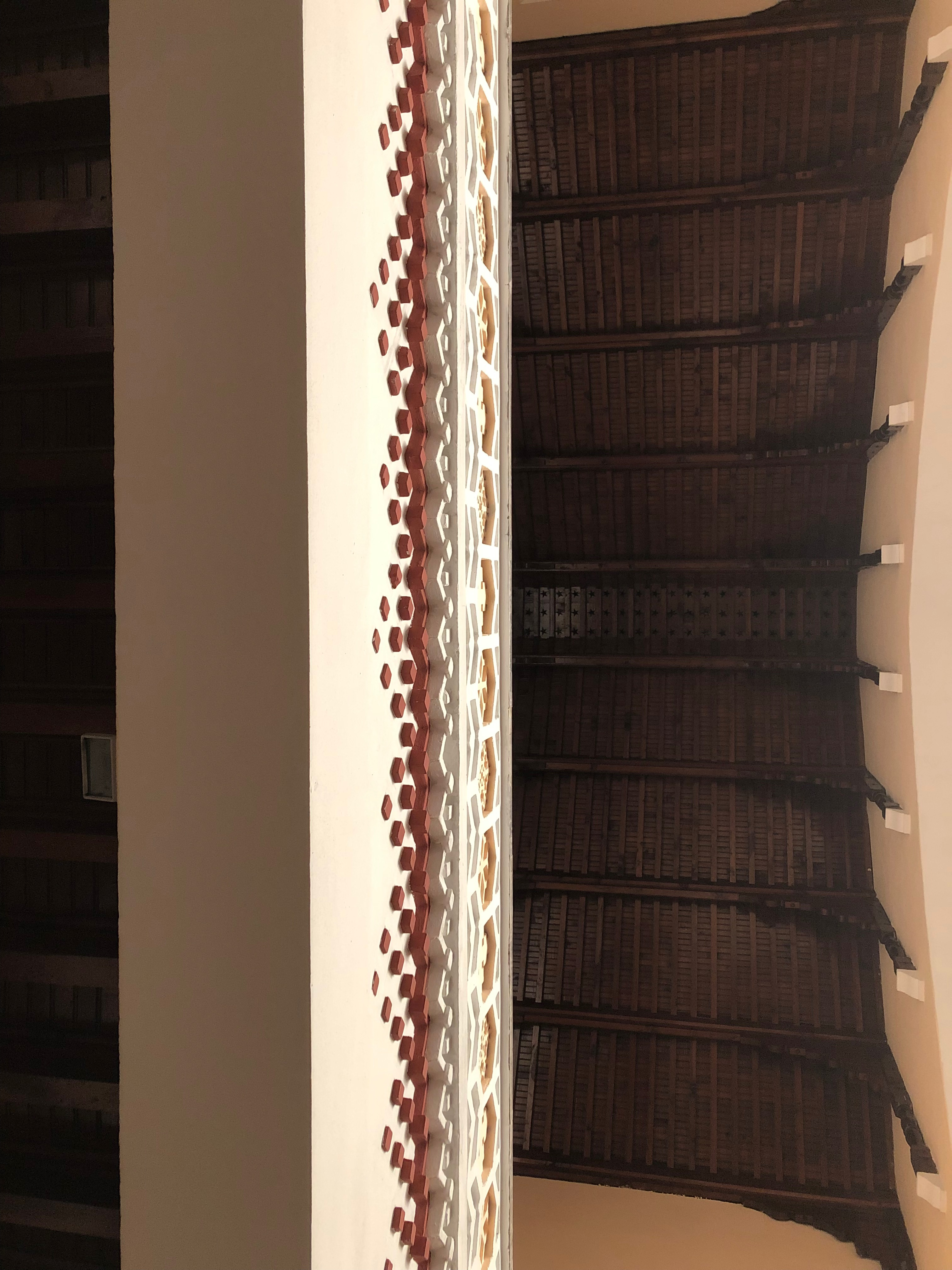
زخرفة هندسية بأسلوب الفن الزخرفي
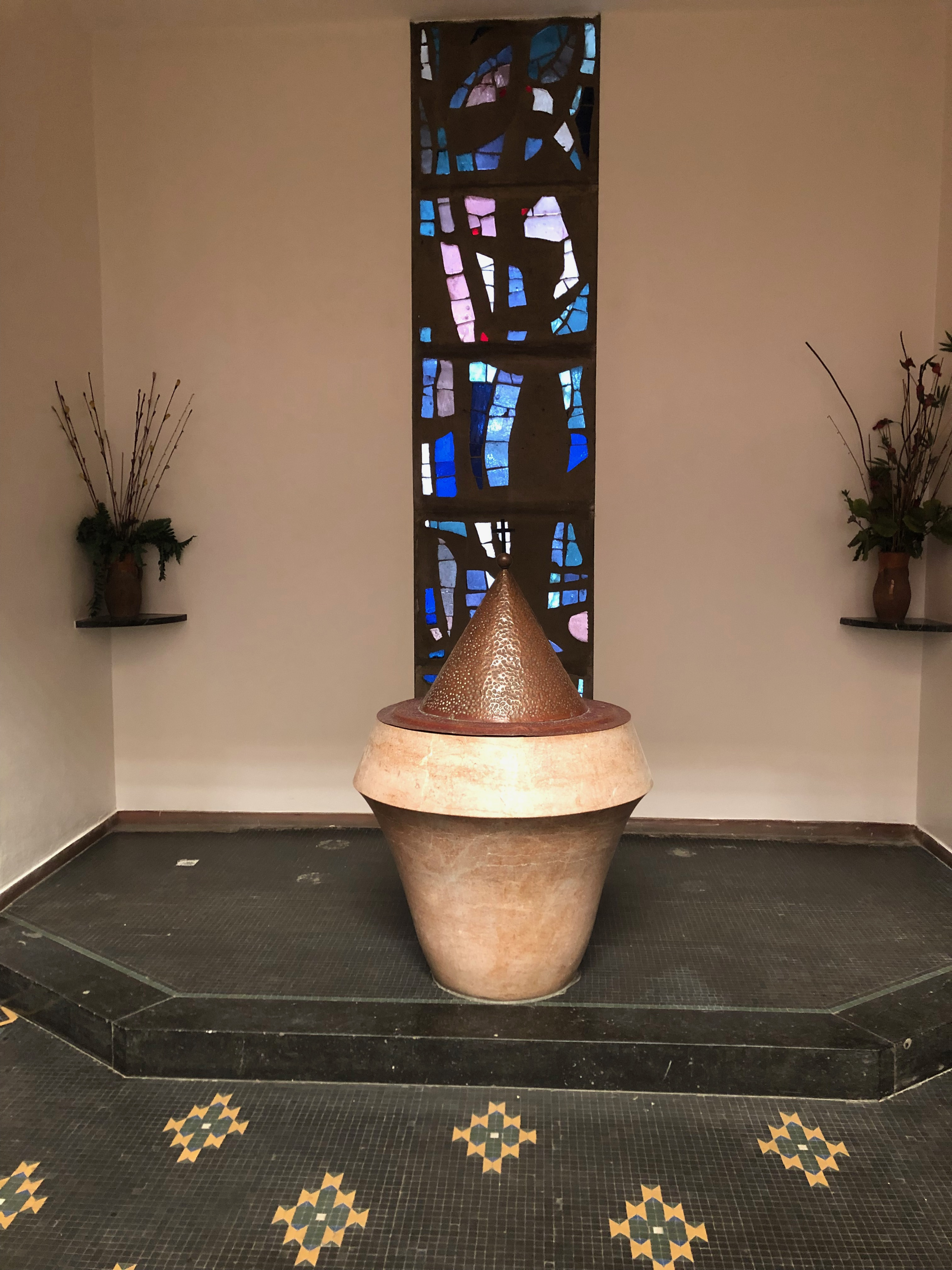
حوض مغطى فيه الماء لعملية المعمودية